# قلعة المنيقة
قلعة المنيقة هي قلعة تاريخية تقع عند الحد الفاصل بين جبال اللاذقية وطرطوس في منتصف المسافة بين جبلة وبانياس، وتعود إلى الحقبة الرومانية.
عُرفت هذه القلعة بالمينقة في الفترة الإسلامية بينما عُرفت في الفترة الصليبية بحصن «مليكاس» أو حصن «المالغانس».

## التاريخ
طلب زعيم القبيلة العربية نصر بن مشرف الرواديفي ببناء حصن في مانيقة في عام 1028، ليدافع عن المناطق البيزنطية. وافق البيزنطي دو الأنطاكي مايكل سبونديل وأرسل حامية قوامها ألف جندي هناك، ولكن عندما انتهى بناء القلعة، رفض نصر تسليمها، وبمساعدة من قاضي طرابلس والقائد الفاطمي المحلي، قتل الحامية.
أمر الإمبراطور البيزنطي رومانوس الثالث أرجيروس نكيتاس من Mistheia في عام 1030، دو أنطاكية، باستعادة مانيقة من الرواديفي. تمكن نكيتاس من السيطرة على الحصن عام 1031 بعد حصار دام 13 يومًا. ثم قام نكيتاس بتأمين المنطقة بحلول عام 1032.